# 妖精の軟膏
妖精の軟膏（ようせいのなんこう、Fairy Ointment）または妖精の乳母（ようせいのうば、The Fairy Nurse）はジョセフ・ジェイコブスにより集められた英語の童話の一つである。
アンドルー・ラング(Andrew Lang)のアンドルー・ラング世界童話集 ふじいろの童話集(The Lilac Fairy Book)に本編が収録されている。
この軟膏は人間が妖精を見ることにできるようになるもので、ファンタジー作品などにしばしば登場する。

## 概要
産婆は妖精、もしくはさらわれてきた人間の女性のお産のために妖精の家に呼びだされる。赤ん坊は生まれ、産婆は赤ん坊の目にすり込む軟膏を与えられる。しかし産婆は誤って、あるいは好奇心で、自分の片目もしくは両目にその軟膏をすり込んでしまう。
これにより、彼女の目の前に見えている家は本当の姿を現す。ときおりコテージが巨大な城になったりするが、大抵は城が惨めな洞窟になったりする。
最後には産婆は妖精の正体を見てしまい目を潰される、または自ら両目に軟膏をいれてしまうことが多い。